# Taschereau
Pour les articles homonymes, voir Taschereau (homonymie).
Taschereau est une municipalité de la province de Québec (Canada), dans la municipalité régionale de comté d'Abitibi-Ouest de la région administrative Abitibi-Témiscamingue,. Par Taschereau, on accède au parc national d'Aiguebelle.

## Histoire
- Fondée en 1913, la municipalité de Taschereau doit son développement au chemin de fer transcontinental qui, dès 1911, transporta ses premiers pionniers, qui viennent s'établir autour de la gare nommée O'Brien en l'honneur d'un ingénieur du transcontinental.
- Une mission s'ouvre en 1914 sous l'appellation Saint-Pierre-de-Privat, qui accède au statut de paroisse en 1919. Plus tard dans l'année, on crée la municipalité appelée Privat à la mémoire du lieutenant colonel Marc-Antoine de Privat, commandant du régiment de Languedoc.

- En 1926, elle prit le nom de Taschereau en l'honneur de Louis-Alexandre Taschereau alors premier ministre du Québec. En 1929, Taschereau est scindée en deux avec la création de la municipalité de Taschereau pour la campagne et la municipalité du canton de Privat pour le village.
- 1916 : Fondation du canton de Privat.
- 1919 : Le canton de Privat s'incorpore en municipalité de canton.
- 1929 : La municipalité de Taschereau se détache du canton de Privat.
- 1980 : Le village change d'appellation pour devenir la municipalité du village de Taschereau. Depuis le 27 décembre 2001, les territoires sont fusionnés et portent le nom de municipalité de Taschereau. Le canton de Privat devient le village de Taschereau.
- 27 décembre 2001 : Création de la nouvelle municipalité de Taschereau par la fusion de l'ancienne municipalité et du village de Taschereau.

## Démographie
| 1991 | 1996 | 2001  | 2006 | 2011 | 2016 | 2021 |
| ---- | ---- | ----- | ---- | ---- | ---- | ---- |
| 476  | 460  | 1 048 | 996  | 981  | 963  | 898  |

## Administration
Les élections municipales se font en bloc pour le maire et les six conseillers.
| Taschereau Maires depuis 2005                                                                                        |                   |         |          |
| Élection | Maire             | Qualité | Résultat |
| 2005 | Jean-Marie Poulin |         | Voir     |
| 2009 | Lucien Côté       |         | Voir     |
| 2013 | Manon Luneau      |         | Voir     |
| 2017 | Lucien Côté       |         | Voir     |
| 2021 | Michaël Otis      |         | Voir     |
| Élection partielle en italique Depuis 2005, les élections sont simultanées dans toutes les municipalités québécoises |                   |         |          |

## Personnalités liées à la ville
Norbert Lemire, peintre et aquarelliste